# Барбара Шели
Барбара Шели (енгл. Barbara Shelley; Хароу, 13. фебруар 1932 — Лондон, 3. јануар 2021) била је енглеска филмска и телевизијска глумица, најпознатија по улогама у хорор филмовима продукцијске куће Хамер. Неке од њених најзначајнијих улога су Антеа Зелаби у Селу уклетих (1960), Карла Хофман у Горгони (1964) и Хелен Кент у филму Дракула: Принц таме (1966).
Глумом је престала да се бави 1988. У децембру 2020. Шели се током прегледа у болници заразила ковидом 19. Упркос томе што се опоравила, преминула је од последица 3. јануара 2021, у 88. години живота.

## Филмографија
| Улоге Барбаре Шели |                        |               |              |          |
| Година             | Српски назив           | Изворни назив | Улога        | Напомена |
| 1958.              | Камп на Крвавом острву |               | Кејт         |          |
| 1958.              | Крв вампира            |               | Маделина     |          |
| 1960.              | Село уклетих           |               | Антеа Зелаби |          |
| 1961.              | Сенка мачке            |               | Бет Венабл   |          |
| 1964.              | Горгона                |               | Карла Хофман |          |
| 1964.              | Слепи угао             |               | Ен           |          |
| 1966.              | Дракула: Принц таме    |               | Хелен Кент   |          |
| 1966.              | Распућин, луди монах   |               | Соња         |          |
| 1967.              | Кватермас и јама       |               | Барбара Џад  |          |
| 1974.              | Прича о духовима       |               | Матрон       |          |